# 丹达卡兰亚
丹达卡兰亚（轉寫：Dandakaranya）是印度一个历史上的地区。它占地面积约92,200平方公里（35,600平方英里），从西部的阿布杰马尔山到东部的东高止山脉，包括特伦甘纳邦、安得拉邦、切蒂斯格尔邦和奥里萨邦的部分地区。它从北到南横跨约300公里（200英里），从东到西约500公里（300英里）。丹达卡兰亚可根据梵文大致翻译成“惩罚的丛林”。